# Rumänien i olympiska vinterspelen 1980
Rumänien deltog med 35 deltagare vid de olympiska vinterspelen 1980 i Lake Placid. Ingen av landets deltagare erövrade någon medalj.